# Müglitztalbrauerei Glashütte

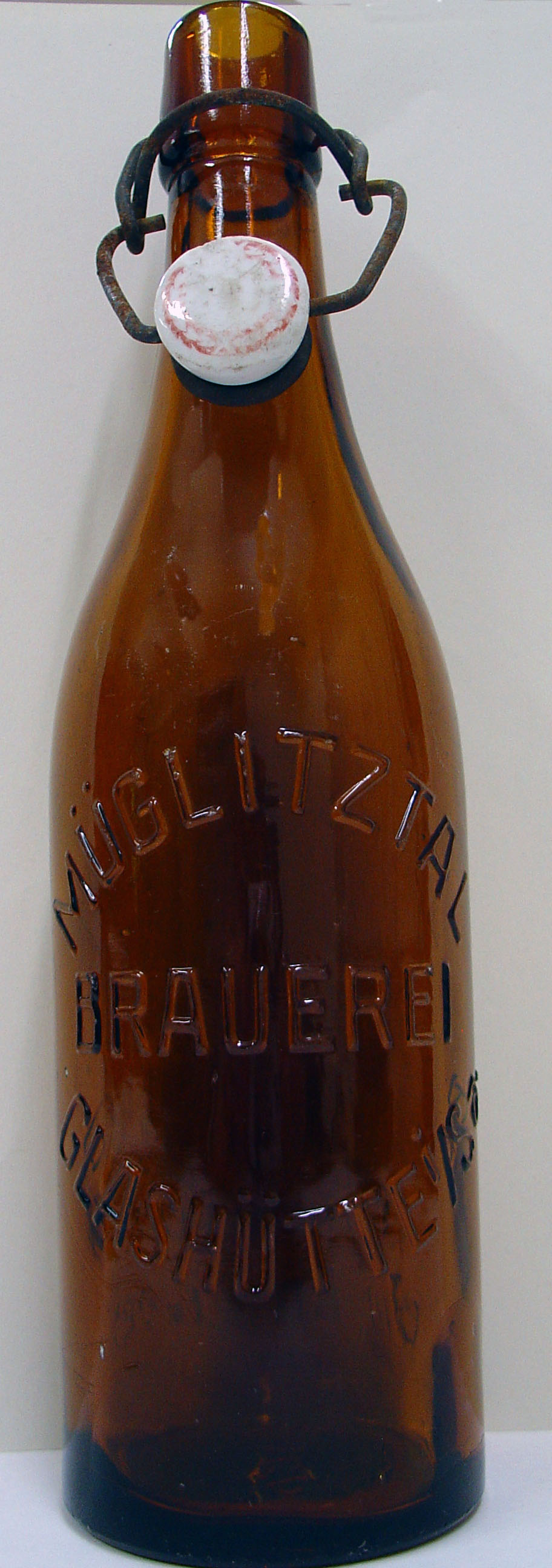
Bügelverschlussflasche der Müglitztalbrauerei

Die Müglitztalbrauerei Glashütte war eine Bierbrauerei in Glashütte (Sachsen) im Landkreis Sächsische Schweiz-Osterzgebirge im Tal der Müglitz. Die Brauerei bestand von 1881 bis 1981.

## Geschichte
Die Müglitztalbrauerei wurde 1881 als Brauerei Hänel & Leupold gegründet. 1886 übernahm Franz Gustav Ulbricht die Firma und gründete somit ein Familienunternehmen, das über drei Generationen Bestand haben sollte. Die Brauerei wurde umbenannt in Ulbrichtsche Brauerei. Bei einem Besuch des sächsischen Königs Friedrich August III. in Glashütte lobte dieser das Glashütter Bier.
1919 übernahm Ulbrichts Sohn Gustav Willy die Brauerei und benannte sie um in Müglitztalbrauerei G.Ulbricht. Dieser handelte einen Vertrag mit der Kulmbacher Brauerei über den Vertrieb des Kulmbacher Bieres aus. Bis 1919 wurde nur einfaches Bier gebraut, seitdem auch helles Vollbier. Der Gemeinderat von Glashütte erteilte ihm 1932 außerdem die Genehmigung, bei Werbeartikeln wie Bieruntersetzern und Biergläsern das Stadtwappen von Glashütte zu verwenden.
1939 umfasste der Grundbesitz der Brauerei 20.000 Quadratmeter. Als Anlagen war vorhanden: elektrische Kühlmaschine, Sudhaus, neun Zentner Schüttung. Der Fuhrbetrieb umfasste zwei Lastkraftwagen. Sechs Arbeiter und Angestellte bewirtschafteten die Brauerei. Die Müglitztalbrauerei gehörte dem Reichsinnungsverband des Brauer- und Mälzerhandwerks Berlin - Brauer- und Mälzer-Innung Sachsen an.
1946 übernahm Willy Herbert Ulbricht nach dem plötzlichen Tod seines Vaters die Brauerei. 1952 wurde die Brauerei von Helmut Ulbricht übernommen. 1972 wurde der Brauereibetrieb wegen dessen schwerer Krankheit eingestellt und nur noch als Abfüllbetrieb genutzt, bis die Firma 1981 stillgelegt wurde. 2008 wurde die Brauerei abgerissen, da ein ortsansässiger Uhrenhersteller sein Betriebsgelände zum Bau eines weiteren Produktionsgebäudes erweitern wollte. Wegen der Wirtschaftsflaute wurde das Gelände jedoch vorerst planiert und ein Park errichtet.
Einige Objekte der einstigen Brauerei konnten vor dem Abriss gerettet werden. Die Haube der ehemaligen Braupfanne soll einen Platz auf dem Gelände der Rechenberger Brauerei finden. Im Radeberger Brauereimuseum sollen unter anderem Teile der Transmissionen, Förderschnecken und Becherwerk, ein Fasseichapparat, ein 100-l-Fass, ein Malzwagen, Siebe der Mälzerei, Teile des Massefilters, Malzsäcke und verschiedene Kleinteile sowie ein Behälter aus dem Gärkeller ausgestellt werden.

## Biersorten

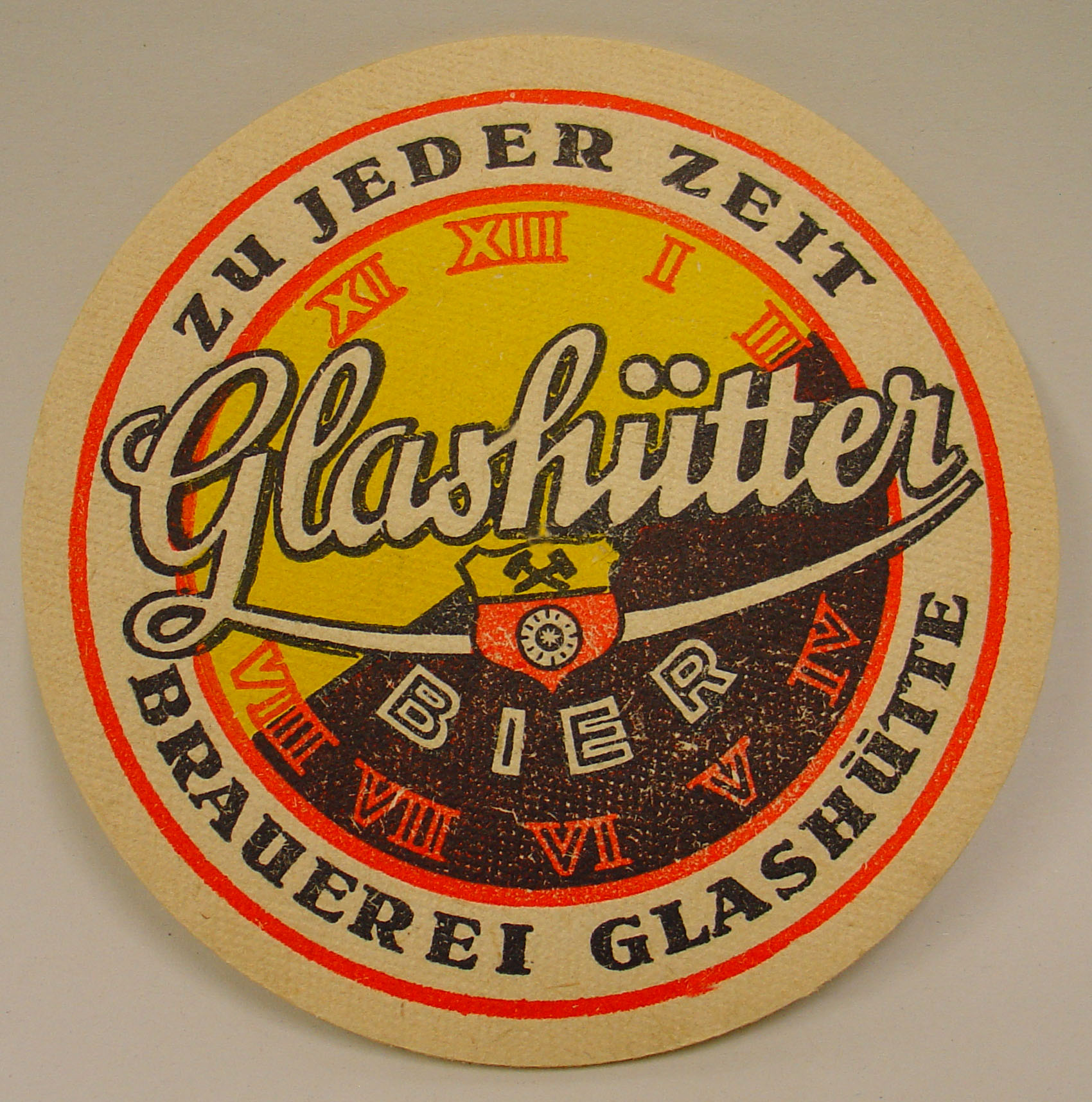
Bierdeckel der Müglitztalbrauerei

- Doppel-Karamel
- Bock weiß und dunkel
- Deutsches Pilsner
- Vollbier Hell
- Glashütter Einfach Hell
- Glashütter Einfach Dunkel
- Bier nach Pilsner Art
- Bier nach Dortmunder Art
- Bier nach Münchner Art
- Weizenbier

## Alkoholfreie Getränke
- Frutti Fruchtsaft – Limonade
- Selters Wasser
- Citrosina
- Cola-Colette

## Etikettenbilder

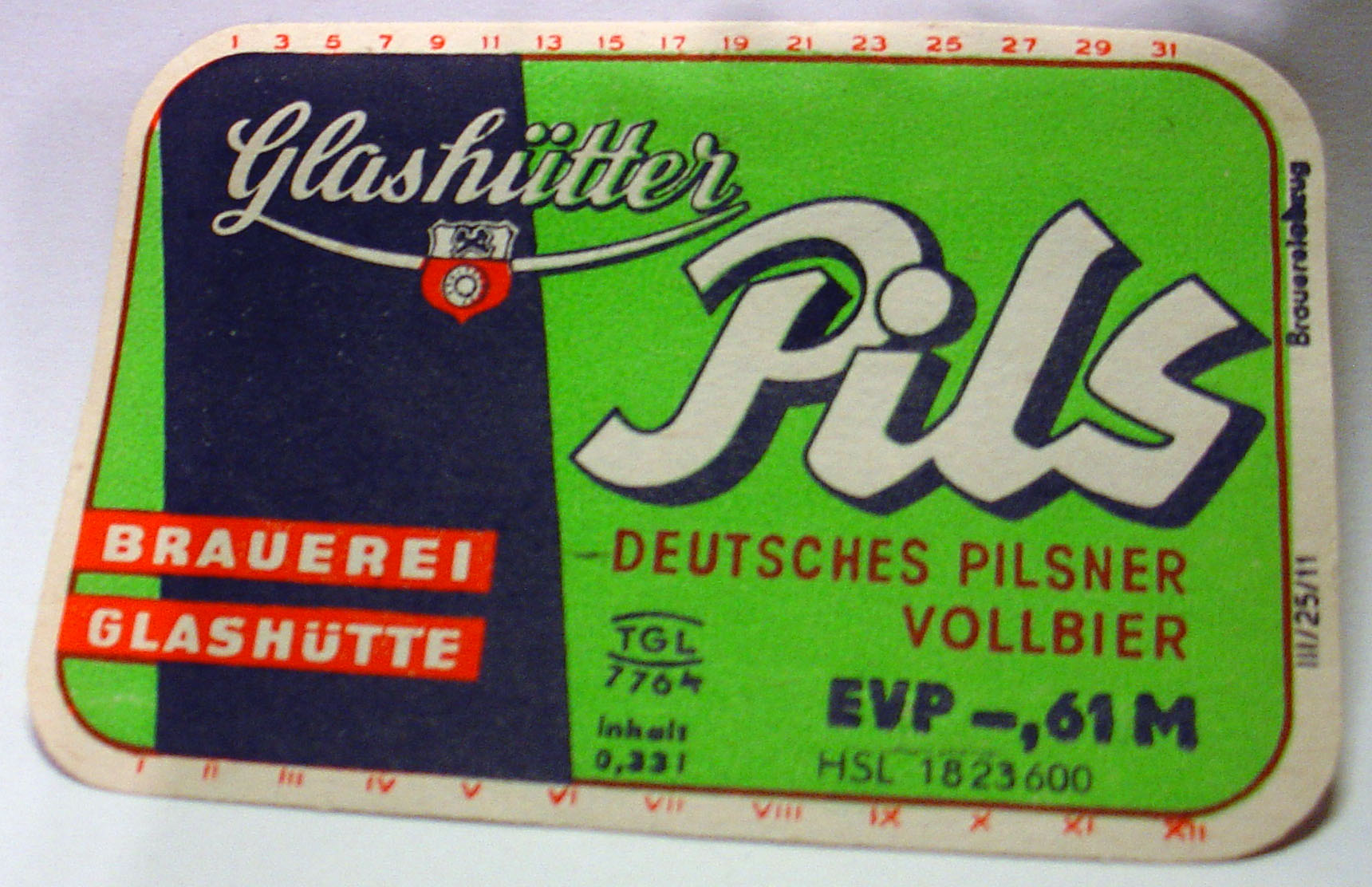
Etikett Pils (DDR)
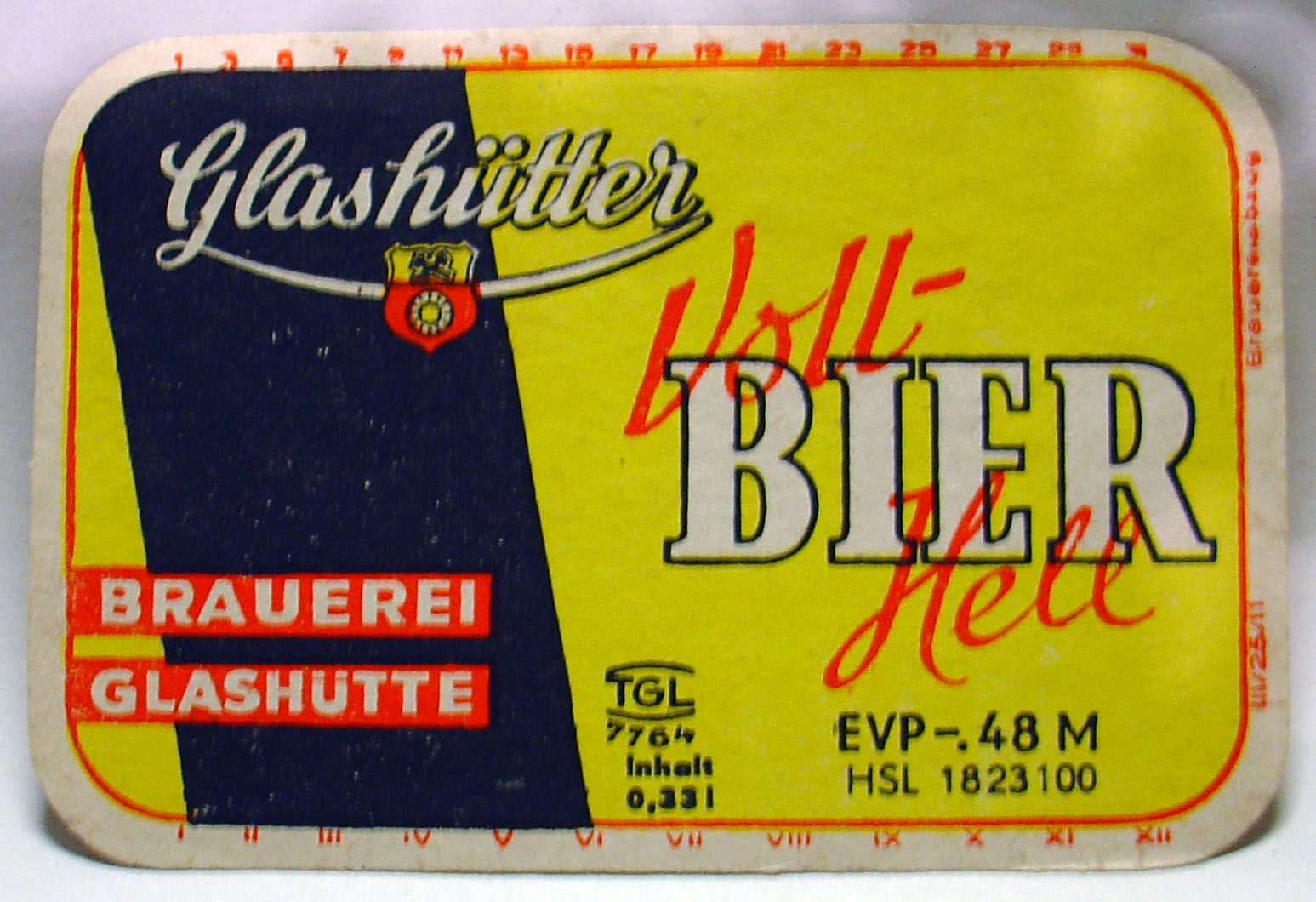
Etikett Vollbier Hell (DDR)